# Casa Fura
La Casa Fura és una obra de Tivissa (Ribera d'Ebre) inclosa a l'Inventari del Patrimoni Arquitectònic de Catalunya.

## Descripció
Situat a la plaça del Mercat, adossat a la casa de Ca l'Hostal. Edifici cantoner de tres crugies que consta de planta baixa i tres pisos. El frontis es compon simètricament segons tres eixos, definits per obertures d'arc pla arrebossat, excepte al segon pis, que són d'arc de mig punt. Cadascun dels finestrals del primer pis tenen sortida a un balcó, mentre que els del segon pis ho fan a un únic balcó de baranes forjades. Aquest últim es troba sostingut per quatre interessants mènsules en forma de tors humà. L'acabat exterior de l'edifici és arrebossat i pintat.